# Bucle temporal
El bucle temporal o bucle del tiempo es un recurso argumental en la ficción mediante el cual los personajes vuelven a experimentar un lapso de tiempo que se repite, a veces más de una vez, con alguna esperanza de romper el ciclo de repetición.Los bucles temporales se reinician constantemente; cuando se cumple una determinada condición, como la muerte de un personaje o un determinado punto en el tiempo, el bucle comienza de nuevo, posiblemente con uno o más personajes conservando los recuerdos del bucle anterior.
Un bucle temporal también se utiliza a veces para describir un escenario que implica un viaje en el tiempo, donde los eventos forman una cadena circular de causalidad. En este contexto, las acciones del pasado conducen a eventos futuros, que a su vez desencadenan el viaje original en el tiempo, creando un bucle autocontenido sin un punto de partida claro. Este concepto desafía la visión lineal convencional del tiempo y se explora a menudo en la ciencia ficción y en las teorías de la física temporal, como las que implican curvas temporales cerradas.

## Historia
Un ejemplo temprano de un bucle temporal es la novela rusa de 1915 La extraña vida de Iván Osokin, donde el personaje principal vuelve a vivir su vida pero lucha por cambiarla la segunda vez.El episodio "El Hombre que Asesinó al Tiempo" del radioteatro La Sombra se emitió el 1 de enero de 1939 y trata sobre un científico moribundo que inventa una máquina del tiempo atrapada en el 31 de diciembre.El cuento "Doubled and Redoubled" de Malcolm Jameson que apareció en Unknown en febrero de 1941 cuenta la historia de una persona maldecida accidentalmente para repetir un día "perfecto", incluyendo una apuesta afortunada, un ascenso, un robo a un banco heroicamente frustrado y una propuesta de matrimonio exitosa.Ejemplos más recientes incluyen el cuento de 1973 "12:01 PM" y sus adaptaciones cinematográficas de 1990 y 1993, la película soviética Espejo para un héroe (1988),el episodio de Star Trek: The Next Generation "Cause And Effect" (1992),las películas estadounidenses Groundhog Day (1993), Naked (2017), Happy Death Day (2017), Happy Death Day 2U (2019) y Palm Springs (2020),La serie web británica de terror psicológico, analógico y de metraje encontrado No Through Road (2009–2012),y la película india, en lengua tamil, de suspenso, ciencia ficción, acción política, Maanaadu.Los bucles temporales se han utilizado como un tema recurrente en Doctor Who, y el episodio "Heaven Sent" se describe como "la historia definitiva basada en bucles de Doctor Who".

### Cultura popular japonesa
El bucle temporal es un tropo popular en los medios de comunicación de la cultura pop japonesa, especialmente el anime.Su uso en la ficción japonesa se remonta a la novela de ciencia ficción de Yasutaka Tsutsui, La chica que saltaba a través del tiempo (1965), una de las primeras obras en presentar un bucle temporal, sobre una estudiante de secundaria que revive repetidamente el mismo día. Posteriormente, se adaptó a una serie de televisión japonesa de acción real en 1972, una exitosa película de acción real en 1983, una película de anime en 2006 y una película de acción real en 2010.La adaptación cinematográfica de acción real de 1983 de La chica que saltaba a través del tiempo fue un gran éxito de taquilla en Japón,donde fue la segunda película japonesa más taquillera de 1983.Su éxito fue pronto seguido por numerosos animes y mangas que usaban el concepto de bucle temporal, comenzando con la película de anime de Mamoru Oshii Urusei Yatsura 2: Beautiful Dreamer (1984), y luego la serie de manga y anime Kimagure Orange Road (1984-1988).
El bucle temporal se ha convertido desde entonces en un tropo familiar del anime.Otras obras japonesas populares que utilizan el concepto de bucle temporal incluyen la novela visual de ciencia ficción de Hiroyuki Kanno YU-NO: A girl who chants love at the bound of this world (1996),la franquicia de novela visual y anime Higurashi When They Cry (2002), la franquicia de novela ligera y anime Haruhi Suzumiya (2003), la película de anime ciberpunk japonesa de Mamoru Oshii Ghost in the Shell 2: Innocence (2004), la novela ligera de ciencia ficción de Hiroshi Sakurazaka All You Need Is Kill (2004) que fue adaptada a la película de Hollywood protagonizada por Tom Cruise Al filo del mañana (2014),y la franquicia de novela visual y anime de ciencia ficción Steins;Gate (2009).

## Como un rompecabezas
Las historias con bucles temporales suelen centrarse en el aprendizaje del personaje en cada bucle sucesivo.Jeremy Douglass, Janet Murray, Noah Falstein y otros comparan los bucles temporales con los videojuegos y otros medios interactivos, donde un personaje en un bucle aprende cada vez más sobre su entorno con cada bucle que pasa, y el bucle finaliza con un dominio completo del entorno del personaje.Shaila Garcia-Catalán et al. ofrecen un análisis similar, afirmando que la forma habitual en que el protagonista sale de un bucle temporal es adquiriendo conocimiento, utilizando los recuerdos retenidos para progresar y finalmente salir del bucle. El bucle temporal es entonces un proceso de resolución de problemas, y la narrativa se convierte en algo similar a un rompecabezas interactivo.
La presentación de un bucle temporal como un rompecabezas ha dado lugar a videojuegos centrados en la mecánica del bucle temporal, lo que permite al jugador aprender y descifrar las reglas por sí mismo. Juegos como The Legend of Zelda: Majora's Mask, Minit, The Sexy Brutale, Outer Wilds, 12 Minutes, Returnal y Deathloop se diseñaron para que el jugador pudiera descifrar las secuencias de eventos del bucle y luego guiar a su personaje a través de él una última vez para completar el juego. Según Raúl Rubio, director ejecutivo de Tequila Works, creador de The Sexy Brutale, «Los bucles temporales permiten a los jugadores entrenar para mejorar en el juego, ser más rápidos e inteligentes, experimentando desde una situación inicial fija, viendo qué funciona para avanzar dentro del bucle y añadiendo algo más a esa estructura para construir un proceso sólido».